# Mètode de matriu de línies de transmissió
El mètode de la matriu de línies de transmissió (TLM) és un mètode de discretització espai-temps per al càlcul de camps electromagnètics. Es basa en l'analogia entre el camp electromagnètic i una malla de línies de transmissió. El mètode TLM permet el càlcul d'estructures electromagnètiques tridimensionals complexes i ha demostrat ser un dels mètodes de domini temporal més potents juntament amb el mètode de diferència finita en el domini temporal (FDTD). El TLM va ser explorat per primera vegada per l'enginyer elèctric britànic Raymond Beurle mentre treballava a l'English Electric Valve Company de Chelmsford. Després de ser nomenat professor d'enginyeria elèctrica a la Universitat de Nottingham el 1963, va coescriure un article titulat "Numerical solution of 2-dimensional scattering problems using a transmission-line matrix" (Solució numèrica de problemes de dispersió bidimensional mitjançant una matriu de línia de transmissió), juntament amb Peter B. Johns, el 1971.

## Principi bàsic

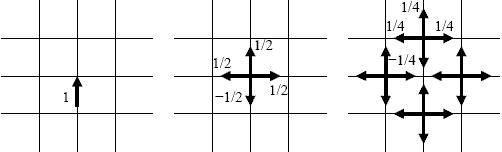
Exemple de TLM 2D: un pols de voltatge incident en dos esdeveniments de dispersió consecutius.

El mètode TLM es basa en el model de propagació i dispersió d'ones de Huygens i en l'analogia entre la propagació de camp i les línies de transmissió. Per tant, considera el domini computacional com una malla de línies de transmissió, interconnectades en nodes. A la figura de la dreta es considera un exemple simple d'una malla TLM 2D amb un pols de voltatge d'amplitud 1 V incident sobre el node central. Aquest pols es reflectirà parcialment i es transmetrà segons la teoria de línies de transmissió. Si suposem que cada línia té una impedància característica {\displaystyle Z}, aleshores el pols incident veu efectivament tres línies de transmissió en paral·lel amb una impedància total de {\displaystyle Z/3}. El coeficient de reflexió i el coeficient de transmissió es donen per
{\displaystyle R={\frac {Z/3-Z}{Z/3+Z}}=-0.5}
{\displaystyle T={\frac {2(Z/3)}{Z/3+Z}}=0.5}
L'energia injectada al node pel pols incident i l'energia total dels polsos dispersos són corresponentment
{\displaystyle E_{I}=vi\,\Delta t=1\left(1/Z\right)\Delta t=\Delta t/Z}
{\displaystyle E_{S}=\left[0.5^{2}+0.5^{2}+0.5^{2}+(-0.5)^{2}\right](\Delta t/Z)=\Delta t/Z}
Per tant, el model compleix la llei de conservació de l'energia.
El següent esdeveniment de dispersió excita els nodes veïns segons el principi descrit anteriorment. Es pot veure que cada node es converteix en una font secundària d'ona esfèrica. Aquestes ones es combinen per formar la forma d'ona general. Això està d'acord amb el principi de propagació de la llum de Huygens.
Per tal de mostrar l'esquema TLM farem servir la discretització espacial i temporal. El pas de temps es denotarà amb {\displaystyle \Delta t} i els intervals de discretització espacial amb {\displaystyle \Delta x}, {\displaystyle \Delta y} i {\displaystyle \Delta z}. El temps i l'espai absoluts seran, per tant, {\displaystyle t=k\,\Delta t}, {\displaystyle x=l\,\Delta x}, {\displaystyle y=m\,\Delta y}, {\displaystyle z=n\,\Delta z}, on {\displaystyle k=0,1,2,\ldots } és l'instant de temps i {\displaystyle m,n,l} són les coordenades de la cel·la. En cas que {\displaystyle \Delta x=\Delta y=\Delta z} el valor {\displaystyle \Delta l} s'utilitzarà, que és la constant de xarxa. En aquest cas, es compleix el següent:
{\displaystyle \Delta t={\frac {\Delta l}{c_{0}}},}
on {\displaystyle c_{0}} és la velocitat de la llum en l'espai lliure.

## El node TLM 2D

### La matriu de dispersió d'un node TLM 2D

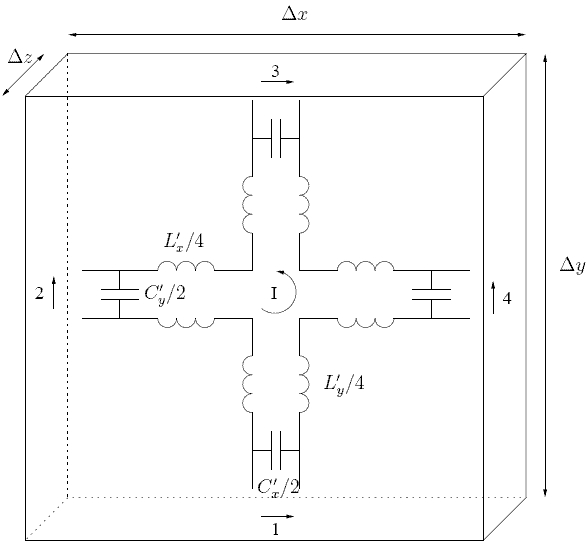
Un node TLM de sèrie 2D

Si considerem una distribució de camp electromagnètic en què els únics components diferents de zero són {\displaystyle E_{x}}, {\displaystyle E_{y}} i {\displaystyle H_{z}} (és a dir, una distribució en mode TE), aleshores les equacions de Maxwell en coordenades cartesianes es redueixen a
{\displaystyle {\frac {\partial {H_{z}}}{\partial {y}}}=\varepsilon {\frac {\partial {E_{x}}}{\partial {t}}}}
{\displaystyle -{\frac {\partial {H_{z}}}{\partial {x}}}=\varepsilon {\frac {\partial {E_{y}}}{\partial {t}}}}
{\displaystyle {\frac {\partial {E_{y}}}{\partial {x}}}-{\frac {\partial {E_{x}}}{\partial {y}}}=-\mu {\frac {\partial {H_{z}}}{\partial {t}}}}
Podem combinar aquestes equacions per obtenir
{\displaystyle {\frac {\partial ^{2}H_{z}}{\partial {x}^{2}}}+{\frac {\partial ^{2}{H_{z}}}{\partial {y}^{2}}}=\mu \varepsilon {\frac {\partial ^{2}{H_{z}}}{\partial {t}^{2}}}}
La figura de la dreta presenta una estructura anomenada node en sèrie. Descriu un bloc de dimensions espacials {\displaystyle \Delta x}, {\displaystyle \Delta y} i {\displaystyle \Delta z} que consta de quatre ports. {\displaystyle L'} i {\displaystyle C'} són la inductància i la capacitància distribuïdes de les línies de transmissió. És possible demostrar que un node en sèrie és equivalent a una ona TE, més precisament el corrent de malla I, els voltatges en la direcció x (ports 1 i 3) i els voltatges en la direcció y (ports 2 i 4) poden estar relacionats amb els components del camp. {\displaystyle H_{z}}, {\displaystyle E_{x}} i {\displaystyle E_{y}}. Si es consideren els voltatges dels ports, {\displaystyle L_{x}=L_{y}}, i la polaritat de la figura anterior es compleix, aleshores el següent és vàlid
{\displaystyle -V_{1}+V_{2}+V_{3}-V_{4}=2L'\,\Delta l{\frac {\partial {I}}{\partial {t}}}}
on {\displaystyle \Delta x=\Delta y=\Delta l}.
{\displaystyle \left(V_{3}-V_{1}\right)-\left(V_{4}-V_{2}\right)=2L'\,\Delta l{\frac {\partial I}{\partial t}}}
{\displaystyle \left[E_{x}(y+\Delta y)-E_{x}(y)\right]\,\Delta x-[E_{y}(x+\Delta x)-E_{y}(x)]\Delta y=2L'\,\Delta l{\frac {\partial {I}}{\partial {t}}}}
i dividint els dos costats per {\displaystyle \Delta x\Delta y}
{\displaystyle {\frac {E_{x}(y+\Delta y)-E_{x}(y)}{\Delta y}}-{\frac {E_{y}(x+\Delta x)-E_{y}(x)}{\Delta x}}=2L'\,\Delta l{\frac {\partial {I}}{\partial {t}}}{\frac {1}{\Delta x\,\Delta y}}}
Des de {\displaystyle \Delta x=\Delta y=\Delta z=\Delta l} i substituint {\displaystyle I=H_{z}\,\Delta z} dóna
{\displaystyle {\frac {\Delta E_{x}}{\Delta y}}-{\frac {\Delta E_{y}}{\Delta x}}=2L'{\frac {\partial H_{z}}{\partial t}}}
Això es redueix a les equacions de Maxwell quan {\displaystyle \Delta l\rightarrow 0}.
De la mateixa manera, utilitzant les condicions a través dels condensadors dels ports 1 i 4, es pot demostrar que les dues altres equacions de Maxwell corresponents són les següents:
{\displaystyle {\frac {\partial {H_{z}}}{\partial {y}}}=C'{\frac {\partial {E_{x}}}{\partial {t}}}}
{\displaystyle -{\frac {\partial {H_{z}}}{\partial {x}}}=C'{\frac {\partial {E_{y}}}{\partial {t}}}}
Amb aquests resultats, és possible calcular la matriu de dispersió d'un node shunt. L'impuls de tensió incident al port 1 en el pas de temps k es denota com {\displaystyle _{k}V_{1}^{i}}. Si substituïm els quatre segments de línia de la figura anterior pel seu equivalent de Thevenin, es pot demostrar que es compleix la següent equació per a l'impuls de voltatge reflectit:
{\displaystyle _{k}V_{1}^{r}=0.5\left(_{k}V_{1}^{i}+_{k}V_{2}^{i}+_{k}V_{3}^{i}-_{k}V_{4}^{i}\right)}
Si totes les ones incidents, així com totes les ones reflectides, es recullen en un vector, aleshores aquesta equació es pot escriure per a tots els ports en forma de matriu:
{\displaystyle _{k}\mathbf {V} ^{r}=\mathbf {S} _{k}\mathbf {V} ^{i}}
on {\displaystyle _{k}\mathbf {V} ^{i}} i {\displaystyle _{k}\mathbf {V} ^{r}} són els vectors d'amplitud del pols incident i reflectit.
Per a un node en sèrie, la matriu de dispersió S té la següent forma
{\displaystyle \mathbf {S} ={\frac {1}{2}}\left[{\begin{array}{cccc}1&1&1&-1\\1&1&-1&1\\1&-1&1&1\\-1&1&1&1\end{array}}\right]}

### Connexió entre nodes TLM

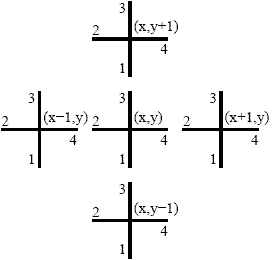
Un node TLM de sèrie 2D

Per descriure la connexió entre nodes adjacents mitjançant una malla de nodes en sèrie, mireu la figura de la dreta. Com que el pols incident en el pas de temps k+1 en un node és el pols dispers d'un node adjacent en el pas de temps k, es deriven les següents equacions de connexió:
{\displaystyle _{k+1}V_{1}^{i}(x,y)=_{k+1}V_{3}^{r}(x,y-1)}
{\displaystyle _{k+1}V_{2}^{i}(x,y)=_{k+1}V_{4}^{r}(x-1,y)}
{\displaystyle _{k+1}V_{3}^{i}(x,y)=_{k+1}V_{1}^{r}(x,y+1)}
{\displaystyle _{k+1}V_{4}^{i}(x,y)=_{k+1}V_{2}^{r}(x+1,y)}
Modificant la matriu de dispersió {\displaystyle {\textbf {S}}} Es poden modelar materials heterogenis i amb pèrdues. Ajustant les equacions de connexió és possible simular diferents límits.

### El node TLM de derivació
A part del node sèrie, descrit anteriorment, també hi ha el node TLM shunt, que representa una distribució de camp en mode TM. Els únics components diferents de zero d'aquesta ona són {\displaystyle H_{x}}, {\displaystyle H_{y}}, i {\displaystyle E_{z}}. Amb consideracions similars a les del node en sèrie, es pot derivar la matriu de dispersió del node shunt.

## Models TLM 3D

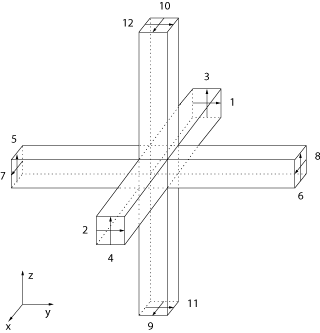
Un node condensat simètric en 3D

La majoria de problemes en electromagnetisme requereixen una malla tridimensional. Com que ara tenim estructures que descriuen distribucions de camp TE i TM, intuïtivament sembla possible definir una combinació de nodes shunt i sèrie que proporcionin una descripció completa del camp electromagnètic. S'han fet aquests intents, però a causa de la complexitat de les estructures resultants han demostrat que no són gaire útils. L'ús de l'analogia presentada anteriorment condueix al càlcul dels diferents components del camp en punts físicament separats. Això dificulta la definició de límits simples i eficients. Johns va proporcionar una solució a aquests problemes el 1987, quan va proposar l'estructura coneguda com a node condensat simètric (SCN), presentada a la figura de la dreta. Consta de 12 ports perquè s'han d'assignar dues polaritzacions de camp a cadascun dels 6 costats d'una cel·la de malla.
La topologia del SCN no es pot analitzar utilitzant circuits equivalents de Thevenin. S'han d'utilitzar principis més generals de conservació de l'energia i la càrrega.
Els camps elèctric i magnètic als costats del node SCN número (l, m, n) en l'instant k es poden resumir en vectors de 12 dimensions
{\displaystyle _{k}\mathbf {E} _{l,m,n}=_{k}\left[E_{1},E_{2},\ldots ,E_{11},E_{12}\right]_{l,m,n}^{T}}
{\displaystyle _{k}\mathbf {H} _{l,m,n}=_{k}\left[H_{1},H_{2},\ldots ,H_{11},H_{12}\right]_{l,m,n}^{T}}
Es poden vincular amb els vectors d'amplitud incident i dispers mitjançant
{\displaystyle _{k}\mathbf {a} _{l,m,n}={\frac {1}{2{\sqrt {Z_{F}}}}}{_{k}\mathbf {E} }_{l,m,n}+{\frac {\sqrt {Z_{F}}}{2}}{_{k}\mathbf {H} }_{l,m,n}}
{\displaystyle _{k}\mathbf {b} _{l,m,n}={\frac {1}{2{\sqrt {Z_{F}}}}}{_{k}\mathbf {E} }_{l,m,n}-{\frac {\sqrt {Z_{F}}}{2}}{_{k}\mathbf {H} }_{l,m,n}}
on {\displaystyle Z_{F}={\sqrt {\frac {\mu }{\varepsilon }}}} és la impedància de camp, {\displaystyle _{k}\mathbf {a} _{l,m,n}} és el vector de les amplituds de les ones incidents al node, i {\displaystyle _{k}\mathbf {b} _{l,m,n}} és el vector de les amplituds disperses. La relació entre les ones incidents i disperses ve donada per l'equació matricial
{\displaystyle _{k}\mathbf {b} _{l,m,n}=\mathbf {S} _{k}\mathbf {a} _{l,m,n}}
Es pot calcular la matriu de dispersió S. Per al node condensat simètric amb ports definits com a la figura s'obté el següent resultat
{\displaystyle \mathbf {S} =\left[{\begin{array}{ccc}0&\mathbf {S} _{0}&\mathbf {S} _{0}^{T}\\\mathbf {S} _{0}^{T}&0&\mathbf {S} _{0}\\\mathbf {S} _{0}&\mathbf {S} _{0}^{T}&0\end{array}}\right]}
on s'ha utilitzat la matriu següent
{\displaystyle \mathbf {S} _{0}={\frac {1}{2}}\left[{\begin{array}{cccc}0&0&1&-1\\0&0&-1&1\\1&1&0&0\\1&1&0&0\end{array}}\right]}
La connexió entre diferents SCN es fa de la mateixa manera que per als nodes 2D.

## Implementació de codi obert de 3D-TLM
El George Green Institute for Electromagnetics Research (GGIEMR) ha posat a disposició de tothom una implementació eficient de 3D-TLM, capaç de computació paral·lela mitjançant MPI, anomenada GGITLM i disponible en línia.